# Age & Scarpelli
Age & Scarpelli è il nome d'arte con il quale è noto il duo di sceneggiatori formato da Agenore Incrocci e Furio Scarpelli.

## Storia
Inclini all'umorismo popolaresco e alla satira, hanno operato con inesauribile vena nel filone comico del dopoguerra, prima, e nella cosiddetta commedia all'italiana poi, lavorando con i maggiori esponenti del genere, da Mario Monicelli (Totò e Carolina, 1953; I soliti ignoti, 1958; La grande guerra, 1959; Risate di gioia, 1960; I compagni, 1963; L'armata Brancaleone, 1966; Romanzo popolare, 1974) a Pietro Germi (Sedotta e abbandonata, 1964; Signore & signori, 1966), da Dino Risi (Il mattatore, 1960; I mostri, 1963; Straziami ma di baci saziami, 1968; In nome del popolo italiano, 1971), a Luigi Comencini (Tutti a casa, 1960; A cavallo della tigre, 1961; La donna della domenica, 1975) e Ettore Scola (Riusciranno i nostri eroi a ritrovare l'amico misteriosamente scomparso in Africa?, 1968; Dramma della gelosia - Tutti i particolari in cronaca, 1970; C'eravamo tanto amati, 1974).
Col passare degli anni hanno spesso preferito lavorare separati, Age principalmente con Risi (Dagobert, 1984), Scarpelli con Scola (Maccheroni, 1985; La famiglia, 1987; Il viaggio di Capitan Fracassa, 1990, La cena, 1998; Concorrenza sleale, 2001) e con Carlo Lizzani (Cattiva, 1991, Celluloide, 1995). Molto più attivo di Age, che ha scritto nel 1991 la sceneggiatura per Il conte Max di Christian De Sica, Scarpelli ha firmato (spesso in collaborazione con il figlio Giacomo) sceneggiature per  Michael Radford (Il postino, 1994), Roberto Cimpanelli (Un inverno freddo freddo, 1996), Enzo D'Alò (Opopomoz, 2003) e Paolo Virzì (Ovosodo, 1997; N - Io e Napoleone, 2006).
Nell'ottobre del 2019 il comune di Roma ha deciso di dedicare un parco alla famosa coppia di sceneggiatori nei pressi del quartiere Monte Sacro: "Parco Age & Scarpelli: Sceneggiatori".

## Filmografia
- Totò cerca casa, regia di Steno, Mario Monicelli (1949)
- Vivere a sbafo, regia di Giorgio Ferroni (1950)
- Totò cerca moglie, regia di Carlo Ludovico Bragaglia (1950)
- Figaro qua, Figaro là, regia di Carlo Ludovico Bragaglia (1950)
- 47 morto che parla, regia di Carlo Ludovico Bragaglia (1950)
- Il vedovo allegro, regia di Mario Mattoli (1950)
- Tototarzan, regia di Mario Mattoli (1950)
- Totò sceicco, regia di Mario Mattoli (1950)
- O.K. Nerone, regia di Mario Soldati (1951)
- I cadetti di Guascogna, regia di Mario Mattoli (1951)
- Arrivano i nostri, regia di Mario Mattoli (1951)
- Totò terzo uomo, regia di Mario Mattoli (1951)
- Una bruna indiavolata, regia di Carlo Ludovico Bragaglia (1951)
- Milano miliardaria, regia di Marino Girolami, Marcello Marchesi, Vittorio Metz (1951)
- Sette ore di guai, regia di Vittorio Metz, Marcello Marchesi (1951)
- L'eroe sono io, regia di Carlo Ludovico Bragaglia (1951)
- Auguri e figli maschi!, regia di Giorgio Simonelli (1951)
- Signori, in carrozza!, regia di Luigi Zampa (1951)
- Cameriera bella presenza offresi..., regia di Giorgio Pàstina (1951)
- Il segreto delle tre punte, regia di Carlo Ludovico Bragaglia (1952)
- Don Lorenzo, regia di Carlo Ludovico Bragaglia (1952)
- A fil di spada, regia di Carlo Ludovico Bragaglia (1952)
- Ragazze da marito, regia di Eduardo De Filippo (1952)
- I tre corsari, regia di Mario Soldati (1952)
- Totò e le donne, regia di Steno, Mario Monicelli (1952)
- Totò a colori, regia di Steno (1952)
- L'incantevole nemica, regia di Claudio Gora (1953)
- Totò e Carolina, regia di Mario Monicelli (1953)
- Capitan Fantasma, regia di Primo Zeglio (1953)
- Gli uomini, che mascalzoni!, regia di Glauco Pellegrini (1953)
- Villa Borghese, regia di Gianni Franciolini (1953)
- Cinema d'altri tempi, regia di Steno (1953)
- Napoletani a Milano, regia di Eduardo De Filippo (1953)
- Casa Ricordi, regia di Carmine Gallone (1954)
- Ridere, ridere, ridere, regia di Edoardo Anton (1954)
- Casta Diva, regia di Carmine Gallone (1954)
- Tempi nostri - Zibaldone n. 2, regia di Alessandro Blasetti (1954)
- Sinfonia d'amore, regia di Glauco Pellegrini (1954)
- Racconti romani, regia di Gianni Franciolini (1955)
- Le signorine dello 04, regia di Gianni Franciolini (1955)
- Bravissimo, regia di Luigi Filippo D'Amico (1955)
- Peccato di castità, regia di Gianni Franciolini (1956)
- Il bigamo, regia di Luciano Emmer (1956)
- Tempo di villeggiatura, regia di Antonio Racioppi (1956)
- La banda degli onesti, regia di Camillo Mastrocinque (1956)
- Una pelliccia di visone, regia di Glauco Pellegrini (1956)
- Padri e figli, regia di Mario Monicelli (1957)
- Il medico e lo stregone, regia di Mario Monicelli (1957)
- Nata di marzo, regia di Antonio Pietrangeli (1957)
- Souvenir d'Italie, regia di Antonio Pietrangeli (1957)
- Totò, Peppino e le fanatiche, regia di Mario Mattoli (1958)
- La legge è legge, regia di Christian-Jaque (1958)
- I soliti ignoti, regia di Mario Monicelli (1958)
- Policarpo, ufficiale di scrittura, regia di Mario Soldati (1958)
- Primo amore, regia di Mario Camerini (1959)
- La grande guerra, regia di Mario Monicelli (1959)
- Audace colpo dei soliti ignoti, regia di Nanni Loy (1959)
- Tutti a casa, regia di Luigi Comencini (1960)
- Risate di gioia, regia di Mario Monicelli (1960)
- Il mattatore, regia di Dino Risi (1960)
- A cavallo della tigre, regia di Luigi Comencini (1961)
- Il commissario, regia di Luigi Comencini (1962)
- I due nemici, regia di Guy Hamilton (1962)
- La marcia su Roma, regia di Dino Risi (1962)
- Mafioso, regia di Alberto Lattuada (1962)
- Totò e Peppino divisi a Berlino, regia di Giorgio Bianchi (1962)
- I compagni, regia di Mario Monicelli (1963)
- I mostri, regia di Dino Risi (1963)
- Frenesia dell'estate, regia di Luigi Zampa (1963)
- Il maestro di Vigevano, regia di Elio Petri (1963)
- Alta infedeltà, regia di Mario Monicelli, Franco Rossi, Elio Petri, Luciano Salce (1963)
- Sedotta e abbandonata, regia di Pietro Germi (1964)
- I complessi, regia di Dino Risi, Franco Rossi, Luigi Filippo D'Amico (1964)
- Casanova '70, regia di Mario Monicelli (1964)
- Io, io, io... e gli altri, regia di Alessandro Blasetti (1965)
- Signore & signori, regia di Pietro Germi (1966)
- I nostri mariti, regia di Luigi Filippo D'Amico, Dino Risi, Luigi Zampa (1966)
- L'armata Brancaleone, regia di Mario Monicelli (1966)
- Il buono, il brutto, il cattivo, regia di Sergio Leone (1966)
- Le streghe, regia di Mauro Bolognini, Vittorio De Sica, Pier Paolo Pasolini, Franco Rossi, Luchino Visconti (1967)
- Il tigre, regia di Dino Risi (1967)
- Capriccio all'italiana, regia di Mauro Bolognini, Mario Monicelli, Pier Paolo Pasolini, Steno, Pino Zac, Franco Rossi (1967)
- Straziami ma di baci saziami, regia di Dino Risi (1968)
- Riusciranno i nostri eroi a ritrovare l'amico misteriosamente scomparso in Africa?, regia di Ettore Scola (1968)
- Rosolino Paternò, soldato..., regia di Nanni Loy (1969)
- Brancaleone alle crociate, regia di Mario Monicelli (1970)
- Dramma della gelosia - Tutti i particolari in cronaca, regia di Ettore Scola (1970)
- Noi donne siamo fatte così, regia di Dino Risi (1971)
- In nome del popolo italiano, regia di Dino Risi (1971)
- Senza famiglia, nullatenenti cercano affetto, regia di Vittorio Gassman (1972)
- Vogliamo i colonnelli, regia di Mario Monicelli (1973)
- Teresa la ladra, regia di Carlo Di Palma (1973)
- Romanzo popolare, regia di Mario Monicelli (1974)
- C'eravamo tanto amati, regia di Ettore Scola (1974)
- La donna della domenica, regia di Luigi Comencini (1975)
- Basta che non si sappia in giro, regia di Nanni Loy, Luigi Magni, Luigi Comencini (1976)
- Signore e signori, buonanotte, regia di Luigi Comencini, Nanni Loy, Luigi Magni, Mario Monicelli, Ettore Scola (1976)
- I nuovi mostri, regia di Mario Monicelli, Dino Risi, Ettore Scola (1977)
- Doppio delitto, regia di Steno (1977)
- Temporale Rosy, regia di Mario Monicelli (1979)
- Cocco mio, regia di Jean-Pierre Rawson (1979)
- La terrazza, regia di Ettore Scola (1980)
- I seduttori della domenica, regia di Bryan Forbes, Édouard Molinaro, Dino Risi, Gene Wilder (1980)
- Camera d'albergo, regia di Mario Monicelli (1981)
- Nudo di donna, regia di Nino Manfredi (1981)
- Spaghetti House, regia di Giulio Paradisi (1982)
- Il tassinaro, regia di Alberto Sordi (1983)
- Scemo di guerra, regia di Dino Risi (1985)

## Riconoscimenti
- David di Donatello
  - 1975: Migliore sceneggiatura - Romanzo popolare
- Premio Oscar
  - 1965: Candidatura all'Oscar alla migliore sceneggiatura originale - I compagni (con Mario Monicelli)
  - 1966: Candidatura all'Oscar alla migliore sceneggiatura originale – Casanova '70 (con Mario Monicelli, Giorgio Salvioni, Tonino Guerra e Suso Cecchi D'Amico)
- Nastro d'argento
  - 1959: Migliore sceneggiatura - I soliti ignoti (con Mario Monicelli, Suso Cecchi D'Amico)
  - 1959: Candidatura al Migliore soggetto - I soliti ignoti (con Mario Monicelli, Suso Cecchi D'Amico)
  - 1960: Candidatura alla Migliore sceneggiatura - La grande guerra (con Mario Monicelli, Luciano Vincenzoni)
  - 1960: Candidatura al Migliore soggetto - La grande guerra (con Mario Monicelli, Luciano Vincenzoni)
  - 1961: Candidatura alla Migliore sceneggiatura - Tutti a casa (con Luigi Comencini, Marcello Fondato)
  - 1964: Candidatura alla Migliore sceneggiatura - I compagni (con Mario Monicelli)
  - 1965: Migliore sceneggiatura - Sedotta e abbandonata (solo Scarpelli, con Agenore Incrocci, Luciano Vincenzoni, Pietro Germi)
  - 1967: Migliore sceneggiatura - Signore & signori (solo Scarpelli, con Luciano Vincenzoni, Pietro Germi, Ennio Flaiano)
  - 1971: Candidatura alla Migliore sceneggiatura - Dramma della gelosia - Tutti i particolari in cronaca (con Ettore Scola)
  - 1975: Migliore sceneggiatura - C'eravamo tanto amati (con Ettore Scola)
  - 1980: Migliore sceneggiatura - La terrazza (con Ettore Scola)
- Festival di Cannes
  - 1980: Prix du scénario - La terrazza (con Ettore Scola)